# Schmidt & Pocher
Schmidt & Pocher ist der Name einer Late-Night-Show, die ab dem 25. Oktober 2007 wöchentlich donnerstags um 22:45 Uhr im Ersten ausgestrahlt wurde. Die Moderatoren waren Harald Schmidt und Oliver Pocher.
Die Sendung war das Nachfolgeformat der Late-Night-Show Harald Schmidt, die zwischen 23. Dezember 2004 und 14. Juni 2007 im Ersten ausgestrahlt wurde.
Geplant waren zunächst 22 Ausgaben des Formats. Trotz einer im Februar 2008 verkündeten Verlängerung der Laufzeit der Sendung bis zum 31. Mai 2009 wurde im Dezember 2008 das Ende der Sendung für April 2009 angekündigt. Die letzte Folge wurde am 16. April ausgestrahlt.

## Konzept
Schmidt kündigte nach Bekanntwerden des Formats an „Herr Pocher und ich werden wöchentlich auf das einschlagen, was wir am meisten lieben: Das Fernsehen“. In einem Interview mit dem Radiosender 1 Live erklärte Oliver Pocher am 23. Oktober 2007, dass Schmidt & Pocher eine von beiden Moderatoren gleichberechtigt moderierte „klassische Late-Night-Show“ sei, die alle Elemente dieses Formats beinhalte, vom stehend gehaltenen Anfangsmonolog über die Moderation von einem Tisch aus bis zu Einspielfilmen, Gästen und gelegentlichen musikalischen Auftritten. Darüber hinaus erklärte Pocher, dass man wieder vermehrt Aktionen außerhalb des Studios geplant habe, die in Schmidts Vorgängersendung zunehmend seltener geworden waren.
Mit dem Wechsel zum Moderatorenduo Schmidt und Pocher war Manuel Andrack, der bei Schmidts Vorgängersendung als Sidekick mit auf der Bühne saß, kein permanenter Bestandteil der Sendung mehr. Im Gegenzug wurde Helmut Zerlett, der bei Schmidts Wechsel von Sat.1 zur ARD seine Position als Bandleader verloren hatte, zurück in die Sendung gebracht. Peter Rütten, der bis 2003 zum Team der Harald Schmidt Show gehörte, war als Hintergrundstimme der Einspielfilme ebenfalls wieder mit dabei.
Erster Gast der Sendung am 25. Oktober 2007 war Günther Jauch. Seit Beginn der Sendung war Eckart von Hirschhausen regelmäßig als Arzt zu Gast und führte durch die Reihe Die Hirschhausen-Akademie. Im Rahmen der Bayern WG war Matze Knop regelmäßig in seiner Rolle als Franz Beckenbauer zu sehen.
In einem Interview mit dem Spiegel erklärte Schmidt Mitte Juni 2007, dass er auf Pocher zugegangen sei und ihm ursprünglich eine tägliche Late-Night-Sendung allein übertragen und selbst „allenfalls noch 30 [Sendungen jährlich] als Urlaubsvertretung gestalten“ wollte, was Pocher jedoch abgelehnt habe. Schmidt schloss in dem Interview eine Rückkehr zum vorherigen Format Harald Schmidt nach Ablauf der zunächst geplanten 22 Folgen Schmidt & Pocher aus, kehrte jedoch nach dem Ende von Schmidt & Pocher im Jahr 2009 zum Namen und Format der Vorgängershow zurück.
2012 zogen Andrack und Herbert Feuerstein in einem Spiegel-Interview über Schmidt Bilanz. Pocher hatte eine Einladung zum Gespräch ausgeschlagen. Andrack begründete Schmidts Entscheidung, Pocher als gleichberechtigten Partner an seinen Schreibtisch zu holen, wie folgt: „Er wollte sich zurücklehnen und seinen jungen Kollegen die Arbeit machen lassen. Er wollte der Sidekick sein, der die billigen Lacher erntet und beliebt ist, so wie Feuerstein und ich das waren. Das hat genau drei Sendungen lang geklappt. Schmidt kann sich nicht zurücknehmen.“

## Produktion
Die Sendung wurde, wie bereits Harald Schmidt, von Bonito TV und der Produktionsfirma Kogel & Schmidt GmbH produziert, die Harald Schmidt gemeinsam mit seinem Freund Fred Kogel betreibt. Die Kogel & Schmidt GmbH war auch für das Engagement und die Bezahlung Pochers zuständig.
Wie die Vorgängersendung wurde Schmidt & Pocher im Studio 1 des Studiokomplexes Studio 449 in Köln-Mülheim aufgezeichnet. Die gegenüber Harald Schmidt überarbeitete Studiodekoration wurde erstmals am 12. September 2007 im Rahmen eines Pressetermins der Moderatoren Harald Schmidt und Oliver Pocher vorgestellt.

## Kritik
Die Entscheidung, Oliver Pocher zu engagieren, wurde insbesondere in den Feuilletons diverser Zeitungen und Magazine kritisch bewertet und kommentiert. Anlass hierfür war zumeist Pochers bisherige Karriere, in deren Verlauf er wiederholt für seine Tätigkeiten als Moderator von Sendungen bei VIVA und ProSieben sowie als Media Markt-Werbeträger sowie sein aus Sicht der Kritiker mangelndes humoristisches Talent angegriffen wurde.
In der ersten Sendung von Schmidt & Pocher wurde in satirischer Absicht ein Gerät namens „Nazometer“ vorgestellt, das – in Anspielung auf die Diskussion über die Äußerungen der Moderatorin Eva Herman – auf scheinbar nationalsozialistisch geprägte Begriffe wie Autobahn, Dusche, Gasherd etc. durch Leuchten reagieren sollte. Diese Darstellung wurde u. a. von dem SWR-Intendanten Peter Boudgoust und von Alfred Möhrle, dem Vorsitzenden des hr-Rundfunkrates, als geschmacklos und unerträglich kritisiert, von Henryk M. Broder dagegen verteidigt.
Die Kritiken waren uneinheitlich: Die Zeit vermisste Überraschendes; auch Der Spiegel sprach von einer durchschnittlichen Sendung, die weder enttäuschte noch begeisterte. Die Netzeitung hingegen wertete die Premiere positiv und fand „Schmidt & Pocher […] zusammen doch erheblich lustiger als die Summe seiner Teile“.
In die Kritik geriet die Show zum wiederholten Male, nachdem die Rapperin Reyhan Şahin alias Lady Bitch Ray in der am 24. April 2008 ausgestrahlten Folge mit obszönen Bemerkungen für Aufsehen gesorgt hatte. Şahin hatte Pocher eine Dose geschenkt, die angeblich ihr Vaginalsekret enthielt. Nachdem Pocher auf den Auftritt der norwegischen Musikerin Maria Mena mit einer Parodie einer eher durchwachsenen Bewertung durch einen Castingshow-Juror reagierte, kritisierte Schmidt sein Verhalten: „Das ist ja völlig uncharmant für so ’ne kleine, miese Type, die, wenn sie Fotzensekret überreicht kriegt, erst mal so klein ist mit Hut und dann ’nem ausländischen Gast es so reinsemmelt, der kein Deutsch versteht. Das ist uncool. (Zum Publikum): Oliver Pocher, nächstes Mal hat er’s begriffen.“
Daraufhin verzichteten der MDR und Einsfestival auf die Wiederholung der Folge. MDR-Intendant Udo Reiter kritisierte die Ausgabe als „Absturz“ und die SWR-Rundfunkrätin Therese Wieland fand das Interview mit der Rapperin „ekelerregend“. Schmidt äußerte sich später wiederholt negativ über Pocher. So bezeichnete er ihn in seiner Show 2011 als „adipöses Ex-Talent“. Die Hip-Hop-Gruppe Antilopen Gang verwendete 2020 im gegen Pocher gerichteten Disstrack Kleine miese Type Samples aus der Sendung.

## Reichweite
Die erste Sendung vom 25. Oktober 2007 verzeichnete 2,3 Millionen Zuschauer bei einem Marktanteil von 13,4 Prozent, in der werberelevanten Zielgruppe lag der Marktanteil bei 13,2 Prozent durch 1,02 Millionen Zuschauer. Die zweite Ausgabe der Late-Night-Show konnte mit 1,55 Millionen Zuschauern deutlich weniger Menschen erreichen als die Premiere. Der gemessene Marktanteil belief sich auf 9,7 Prozent.
In der Presseerklärung zur Vertragsverlängerung im Februar 2008 erklärte die ARD, dass der Marktanteil der Sendung Harald Schmidt bei unter 9 Prozent lag, der Marktanteil von Schmidt & Pocher seit Oktober 2007 im Schnitt jedoch zweistellig sei. Wöchentlich verzeichne man durchschnittlich 1,5 Millionen Zuschauer. In der jungen Zielgruppe der 14- bis 29-Jährigen sei der Marktanteil deutlich gestiegen.